# Computadores de quarta geração
Na Quarta geração de computadores (1980-1990) a Intel inaugura uma nova fase, projeta o microprocessador. Surgem os microcomputadores, mais rápidos, possibilitam a execução de várias tarefas ao mesmo tempo.
Este também chamado de microprocessador ganhou o nome de 80486, trabalha com uma frequência de 6 a 8 MHz, posteriormente chegando a 20 MHz.
a 4º geração também foi marcada pela invenção da teleinformática, transmissão de dados entre computadores por meio de uma rede.
1. fatoo